# Zac Stubblety-Cook
 (Brisbane, 4 gennaio 1999) è un nuotatore australiano.

## Carriera
La prima competizione di rilievo in cui ha gareggiato è stata nei 200 metri rana ai Campionati mondiali di nuoto 2019.
Nel 2021 ha gareggiato nei 100 m e 200 m rana maschili alle Olimpiadi di Tokyo, vincendo in quest'ultimo la medaglia d'oro e stabilendo il nuovo record olimpico. Ha anche gareggiato alla staffetta mista 4x100 metri in cui l'Australia è arrivata al 3º posto, ottenendo la medaglia di bronzo.
Durante i campionati australiani di nuoto del 2022 stabilisce il record del mondo nei 200 m rana diventando il primo uomo della storia a rompere la barriera dei 2'06 nella distanza. Alle Olimpiadi di Parigi 2024 conquista la medaglia d'argento nei 200 metri rana.

## Palmarès
- Giochi olimpici

Tokyo 2020: oro nei 200m rana, bronzo nella 4x100m misti mista.
Parigi 2024: argento nei 200m rana, bronzo nella 4x100m misti mista.
- Mondiali

Budapest 2022: oro nei 200m rana, argento nella 4x100m misti mista.
Fukuoka 2023: argento nei 200m rana e nella 4x100m misti mista, bronzo nella 4x100m misti.
- Campionati panpacifici

Tokyo 2018: argento nei 200m rana.
- Giochi del Commonwealth

Birmingham 2022: oro nei 200m rana e nella 4x100m misti mista, argento nei 100m rana e nella 4x100m misti.
- Mondiali giovanili

Indianapolis 2017: bronzo nei 200m rana e nella 4x100m misti.

## International Swimming League
| Stagione 2021    |
| ---------------- |
| Tokyo Frog Kings |

## Riconoscimenti
- Pacific Rim Swimmer of the Year: 2021, 2022